# Michail Lwowitsch Glinski

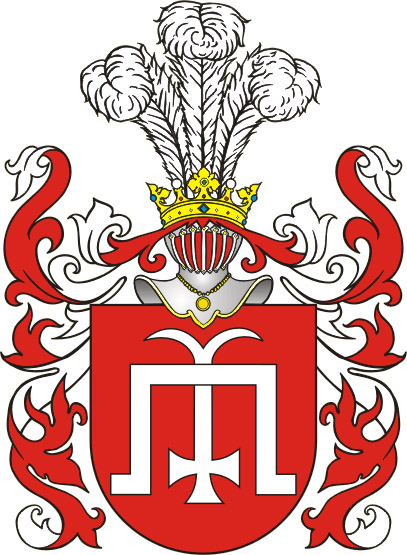
Das Adelswappen der Familie Gliński

Michail Lwowitsch Glinski (litauisch Mykolas Glinskis, polnisch Michał Gliński, ukrainisch Михайло Львович Глинський, wiss. Transliteration Mychajlo L'vovyč Hlyns'kyj; * um 1470; † 15. September 1534) war ein ruthenischer Adeliger im Großfürstentum Litauen, Fürst, Beamter im Staatsdienst (Starost, Hofmarschall), außerdem Bojar und Regent des Großfürstentums Moskau. Als direkter Nachkomme des Emirs Mamai der Goldenen Horde war er teilweise tatarischer Abstammung.

## Leben
Er entstammte der tatarischen Fürstenfamilie Glinski, die seit 1380 im Großfürstentum Litauen ansässig war und zu politischem Einfluss gelangte. Er wurde, nachdem er lange Zeit in Friesland unter Herzog Albrecht von Sachsen und in Italien unter Kaiser Maximilian I. gefochten hatte, der Günstling des Königs Alexander von Polen, der ihn zum Hofmarschall von Litauen und Starost von Bielsk machte. Er hielt eine Razzia der Krimtataren in der Schlacht bei Klezk 1506 auf und rieb sie fast vollständig auf.
Doch sein stolzes und gewalttätiges Auftreten gegen die Großen des Reiches und durch Neider bei König Sigismund I. verursachte Verdächtigungen, dass er das Land der Herrschaft Moskaus unterwerfen wolle, brachten ihn bald in Ungnade. Er verlor all seine Ämter und organisierte mit seinen Brüdern einen Aufstand gegen die königliche Herrschaft in Litauen, der jedoch misslang. Seine Pläne bestanden darin, aus dessen belarussischen, ukrainischen und russischen Gebieten einen selbständigen Staat zu bilden. Im Anschluss floh er mit seinen Verwandten nach Moskau und trat in die Dienste des Großfürsten Wassili III. Glinski lebte von da ab in Moskau und war aller seiner litauischen Güter und Ländereien beraubt.
Er drang mit einem moskowitischen Heer in Polen-Litauen ein, wurde aber von Sigismund geschlagen. Der russische Monarch schloss 1508 mit Polen Frieden. Bei einem zweiten Einfall bemächtigte er sich 1514 der Festung Smolensk durch Verrat, weil aber der Großfürst sein Versprechen, ihm diese Stadt zu überlassen, nicht hielt, suchte er sich mit Sigismund auszusöhnen. Wegen der geheimen Verbindungen zum polnischen König kam er einige Jahre in Gefangenschaft und wurde später sogar ins Innere des Moskauer Staats verbannt.
Auf Fürsprache Kaiser Karls V. und Glinskis Nichte Helena, die 1526 Gemahlin des Großfürsten wurde, setzte man ihn frei. Nach seiner Freilassung gewann er großen Einfluss auf den Großfürsten Wassili III. und 1533 wurde er sogar zum Vormund des Prinzen Iwan ernannt. Als er jedoch das ausschweifende Leben Helenas tadelte, ließ ihn diese blenden und ins Gefängnis werfen, wo er 1534 starb.
Der polnische Dichter Franciszek Wężyk behandelte Glinskis Schicksal in einer Tragödie.